# Melchior Marting
Melchior Marting (* um 1591; † 14. April 1665) war ein stiftshildesheimischer Verwaltungsjurist.

## Leben
Geboren wurde Marting als Sohn des Kramers Johann Marting aus Holle, der im Januar 1600 das Bürgerrecht der Braunschweiger Neustadt erworben hatte. Ab 1607 studierte er Rechtswissenschaften an der Universität Helmstedt. Nachdem er 1615 unter dem Einfluss der Jesuiten zum Katholizismus konvertiert worden war, trat er in die Dienste des Hochstifts Hildesheim. 1629 war er als Prokurator Mitglied einer Restitutionskommission. Noch im gleichen Jahr bewarb er sich um die Übertragung eines Amts. Er war 1630–1631 Amtsverwalter in Wiedelah und wurde dann im Tausch mit Heinrich Burchtorff Amtmann des Amts Winzenburg, wo er von Ostern bis Michaelis 1631 nachweisbar ist. Danach musste er einem braunschweigischen Amtmann weichen. Er bewirtschaftete zwischenzeitlich einen Meierhof des Klosters St. Michael in Everode, dann einen Halbspännerhof in Ohlenrode. Nach der Rückgabe des Amts Winzenburg an das Hochstift Hildesheim 1643 wurde Marting wieder als Amtmann eingesetzt und verwaltete es bis zu seinem Tod. 1644 war er auch Administrator der Stadtvogtei von Alfeld.

## Familie
Verheiratet war Marting mit der aus einer Kölner Patrizierfamilie stammenden Catharina a Sittard († 1672).